# Marie-Alphonsine Ghattas
Marie-Alphonsine Danil Ghattas o Maryam Sūltanah Danil Ghaţţas (Jerusalén, Palestina otomana, 4 de octubre de 1843 - Ein Karem, Mandato británico de Palestina, 25 de marzo de 1927), es una santa católica que fundó el instituto religioso de las Hermanas del Santo Rosario de Jerusalén, la primera congregación religiosa de Palestina. Fue canonizada, junto a Jeanne Émilie de Villeneuve, María Cristina de la Inmaculada Concepción Brando y Mariam Baouardy, por el papa Francisco el 17 de mayo de 2015 la Ciudad del Vaticano.